# Megascolia procer
Megascolia procer (лат.) — вид гигантских ос-сколий рода Megascolia из семейства Scoliidae. Индонезия, Мьянма.

## Описание
Одни из самых крупных ос и одни из крупнейших представителей отряда перепончатокрылые в целом. Длина самок 48—54 мм (размах крыльев 94—100 мм), самцов 40—48 мм (размах крыльев 80—88 мм). Основной цвет блестящий чёрный, с жёлтыми отметинами на голове, переднегрудке, мезоскутуме, первом и третьем тергитах брюшка. Вид Megascolia procer был впервые описан в 1802 году немецким энтомологом Иоганном Карлом Вильгельмом Иллигером (Johann Karl Wilhelm Illiger; 1775—1813).